# Gert Dumbar
Gert Dumbar (* 16. Mai 1940 in Jakarta) ist ein niederländischer Grafikdesigner und Gründer des Studio Dumbar, der mit seiner Arbeit nationalen und internationalen Ruhm erlangte.

## Leben
Gert Dumbar ist ein Nachfahre der Patrizierfamilie Dumbar. Er wuchs bis zu seinem elften Lebensjahr in Bandung, der Hauptstadt der indonesischen Provinz West-Java, auf.
Er studierte Malerei und Grafikdesign an der Königlichen Akademie der Bildenden Künste in Den Haag. Seinen Abschluss in Grafikdesign erwarb er am Royal College of Art in London. Nach seinem Abschluss 1963 begann er bei der Design-Agentur Teldesign. Zu dieser Zeit war die Agentur noch auf Industriedesign spezialisiert, Dumbar richtete dort die Abteilung für Grafikdesign ein. Die ersten großen Kunden waren die Niederländische Eisenbahn und die alte PTT.
1977 gründete er seine eigene Firma Studio Dumbar. 1983 wurde Dumbar für sein Werk mit dem H. N. Werkman-Preis für Grafikdesign ausgezeichnet. In den Jahren 1987–1988 war er Präsident der British Designers and Art Directors Association, bis 1994 war er Mitglied des Designboards der British Rail Company. 1990 ernannte ihn das Humberside Polytechnic zum Ehrenmitglied des Polytechnikums. In den Jahren 1996 bis 1998 hatte er eine Gastprofessur an der Hochschule der Bildenden Künste Saar in Saarbrücken inne. In den vier Jahren darauf war er Vorstandsmitglied des DesignLabors in Bremerhaven. Zwischen 2000 und 2002 war Dumbar zudem Gastprofessor am Royal College of Art in London.
Seit 2003 lehrt Dumbar an der |Königlichen Akademie der Bildenden Künste in Den Haag. Darüber hinaus hält er häufig Vorträge an Kunstschulen und bei internationalen Designkonferenzen. Im Jahr 2006 gewann er mit seinem Studio den Grand Prix bei den Dutch Design Awards und 2009 erhielt er den Piet-Zwart-Preis.

## Werke

Von Dumbar entworfenes Logo der Niederländischen Eisenbahngesellschaft

Das Studio Dumar arbeitet als Designbüro und konzentriert sich in erster Linie auf die Schaffung vieler „ikonischer Corporate Identity-Systeme“ für Kunden wie die Niederländische Post und Telekommunikation, die Niederländische Eisenbahn, die Niederländische Polizei, die Dänische Post und die Tschechische Telekom. Das von ihm konzipierte Logo der Niederländischen Eisenbahn ist bis heute unverändert im Einsatz. Es war Teil einer Revitalisierungsmaßnahme des Unternehmens in den 1960er Jahren. Gleichzeitig sollte ein neues Image geschaffen werden, das den Wandel hin zu einer neuen, moderneren Identität widerspiegeln und das Interesse am niederländischen Eisenbahnsystem erneuern sollte. Die Kampagne der niederländischen Bahn führte „neue Züge, verbesserte Strecken und Intercity-Dienste“ ein. Nach Angaben von Studio Dumbar stellt das Eisenbahnlogo die ankommenden und abfahrenden Züge in den Pfeilen dar, die wenigen parallelen Linien zeigen die Zuggleise.
Ein weiterer, ebenso ikonischer Entwurf von Dumbar ist das Logo der damals neu vereinigten, niederländischen Nationalpolizei. Das Streifendesign gewann mehrere Preise. Es findet sich auf Polizeikreuzern, Booten, Rettungsfahrzeugen, Hubschraubern und auf Motorrädern wieder. Dieses 1992 in Auftrag gegebene Design ist bis heute im Einsatz, es soll die Fusion der damaligen Staatspolizei und der Stadtpolizei symbolisieren.
2002 entwarf er als Teilnehmer am indonesischen Unabhängigkeitskrieg das Indisch Monument in Den Haag.